# Les Sims 2 : Quartier libre
 (octobre 2019).
Si vous disposez d'ouvrages ou d'articles de référence ou si vous connaissez des sites web de qualité traitant du thème abordé ici, merci de compléter l'article en donnant les références utiles à sa vérifiabilité et en les liant à la section « Notes et références ».
Les Sims 2 : Quartier libre (The Sims 2: FreeTime) est la septième extension pour le jeu vidéo Les Sims 2, sorti le 28 février 2008 en Europe. Ce disque additionnel permet aux sims de développer des passe-temps.

## Nouveautés

### Loisirs

#### Description
Désormais, les sims peuvent pratiquer de nouvelles activités dont la progression est symbolisée par une jauge de dix points. Ils peuvent ainsi se découvrir une passion parmi les passe-temps suivants :
- Bricolage
- Cinéma & Littérature
- Cuisine
- Fitness
- Jeux
- Loisirs créatifs
- Musique & Danse
- Nature
- Sciences
- Sport

Chaque sim possède un passe-temps de prédilection : lorsqu'il pratique cette activité pour la première fois, il est entouré d'un halo argenté.

#### Points de compétence et bonus
Les points de compétence s'obtiennent grâce à l'utilisation d'objets déjà présents dans le jeu (le piano, le chevalet, le télescope etc.), de nouveaux objets (le vélo d'appartement, les jeux de sociétés, la voiture à réparer etc.) mais aussi en faisant une randonnée, un jogging ou en bricolant les appareils électroménagers. Chaque point acquis débloque une nouvelle interaction. Les sims peuvent ainsi parler de leur passe-temps, rédiger un blog à propos de ce passe-temps, s'abonner à un magazine, devenir membre d'un club et accéder à un terrain secret où ils pourront pratiquer leur activité et se faire des amis... De plus, certains loisirs offrent des interactions particulières comme servir de nouveaux plats pour la cuisine, préparer un mélange protéiné pour le fitness ou encore invoquer les extraterrestres en sciences. Un sim ayant dix points d'un loisir est au taquet lorsqu'il pratique cette activité : il est entouré d'une lumière argentée et ses besoins baissent moins vite.

#### Gagner de l'argent grâce aux loisirs
Grâce aux nouvelles interactions et aux nouveaux objets, il est possible de gagner de l'argent en réparant une voiture, en trouvant une nouvelle planète au télescope, en gagnant un concours de cuisine ou de jeux vidéo...

### Points d'aspiration
Désormais, la jauge d'aspiration à long terme permet de collecter des points bonus qui peuvent être dépensés de deux manières différentes :
- Bonus d'aspiration : À la manière des bonus commerciaux des Sims 2 : La bonne affaire, les points d'aspirations peuvent débloquer des capacités spéciales. Ces bonus sont répartis en trois catégories :
  - besoins : les barres de besoins baissent plus lentement.
  - travail : de nouvelles interactions sont disponibles comme Supplier pour un emploi.
  - aspiration principale : de nouvelles interactions sont disponibles en fonction de l'inspiration principale choisie. Par exemple, Invoquer les extraterrestres pour la connaissance, Chanter une chanson paillarde pour le plaisir, Investir en bourse pour la richesse, Super fertilité pour la famille etc.
- Aspiration secondaire : Dès l'adolescence, les points peuvent également être utilisés pour choisir une aspiration secondaire, ce qui permet de garder plus facilement le moral des sims au beau fixe. Aux aspirations popularité, richesse, famille, amour, plaisir et connaissance, se rajoute l'aspiration fromage fondu. L'aspiration secondaire influe également les désirs et les craintes du Sim.

### Nouvelles carrières
Cinq nouvelles carrières sont disponibles, ainsi que leurs récompenses professionnelles :
- Architecture : permet de gagner une table à dessin.
- Danse : permet de gagner une barre de danse.
- Divertissement : permet de gagner une étoile de célébrité (qui augmente la Vie sociale des occupants de la pièce où elle se trouve).
- Espionnage : permet de gagner un amplificateur de sons (qui permet d'entendre les conversations des voisins...).
- Océanographie : permet de gagner un étang spécial.

### Le génie
Un nouveau personnage fait son apparition dans cette extension. Il s'agit du génie de la lampe magique apportée par l'entremetteuse. Plus un sim a une aspiration à long terme élevée ou un goût pour un passe-temps développé, plus il a de chance de se voir offrir la lampe magique.
Cette lampe permet de choisir trois vœux parmi ceux-ci :
- Beauté : attirance chimique maximale avec les autres sims pendant quelques jours.
- Longue vie : même effet que l'Elixir de vie, c'est-à-dire rajeunissement de quelques jours.
- Paix de l'esprit : aspiration platine à vie.
- Résurrection (seulement si une des connaissances du sim est morte)
- Richesse : quatre sacs contenant respectivement 10 000, 7 000, 4 000 et 1 000 simflouz tombent du ciel.
- Tromper la mort : possibilité d'implorer la Faucheuse tout le temps, même si le Sim meurt de vieillesse. S'il implore indéfiniment la pitié de la Faucheuse, il devient alors immortel.

### Autres nouveautés
Enfin, ce disque additionnel apporte d'autres nouveautés en plus des sols, papier-peints et objets :
- Lorsqu'un sim grandit, il est possible de faire grandir jusqu'à 3 personnages non-jouables avec lui à condition qu'ils soient amis.
- Un certain Mr Humble offre un ordinateur avec le jeu des Sims 3 aux sims qui emménagent pour la première fois.
- Deux nouveaux badges font leur apparition : un badge de poterie (à obtenir avec le tour de potier) et un badge de couture (à obtenir avec la machine à coudre).
- Une nouvelle compétence est accessible dans la bibliothèque : l'éducation. Lorsque cette compétence est maîtrisée, elle permet de surveiller les bébés plus facilement grâce à l'option Jeter un œil.
- Il est maintenant possible de créer des stations radios personnalisées avec ses propres fichiers audios.